# Keglevičův kříž
Keglevičův kříž (též uváděn jako Keglewiczův či Keglewichův) se nachází na vrcholu žulového ostrohu nad levým břehem řeky Teplé na konci ulice Stará louka v jihozápadní části města Karlovy Vary.

## Historie
Není známo, kdy byl na skále postaven první kříž, dá se však předpokládat období středověku, kdy katolická církev stavěla kříže jako symboly křesťanství. Na starých rytinách Karlových Varů je kříž zobrazován v 17. století. Na protější straně řeky Teplé stával, na dnes již neexistující Jánské skále, též kříž, a oba tyto vrcholy nad řekou tvořily pomyslný přírodní vstup do města.
Z městské kroniky je známo, že v roce 1795 nechalo město Karlovy Vary vztyčit nový velký dřevěný kříž na náklady maďarského hraběte Sigmunda Keglewicze z Buzinu, velkoprobošta z Granu (Ostřihom), který se v Karlových Varech léčil a kříž nechal postavit jako výraz díků za své uzdravení.
V průběhu času byl kříž průběžně obnovován. Jeho okolí na vrcholu ostrohu bylo v 19. století upraveno a byla zde zpřístupněna vyhlídková plošina. Kolem kříže vedla Promenádní cesta směrem do dnešní ulice Pod Jelením skokem.
Po roce 1975 byl kříž ze skály odstraněn, údajně z důvodu rekonstrukce, zpět však osazen již nebyl. Dle jiné verze měl být ukraden. Další z možných vysvětlení říká, že byl odstraněn na pokyn místního komunistického funkcionáře.
V roce 1990 byl kříž podle historických předloh obnoven a znovu osazen na skálu, a to díky iniciativě skupiny karlovarských výtvarníků. Roku 2008 byl restaurován firmou Art Kodiak s.r.o. ve spolupráci s akademickými sochaři Marcelou Hronou a Jiřím Fialou.

## Popis
Jde o velký dřevěný kříž s jetelovým zakončením ramen. Na přední straně je na plechu zavěšena malovaná postava Ukřižovaného Ježíše Krista a tabulka s nápisem „INRI“ (lat. Iesus Nazarenus Rex Iudaeorum, česky Ježíš Nazaretský, král židovský).
Umístěn je na vrcholu žulového ostrohu zvaného Tschierl-Felsen (německý název, snad keltského původu) nad levým břehem řeky Teplé za domem Drei Schwalben (Tři vlaštovky) na konci ulice Stará louka v těsné blízkosti Grandhotelu Pupp.

## Zajímavost
Na počátku 19. století, při jednom ze svých pobytů v lázních, si do svého skicáře namaloval skálu s Keglewičovým křížem Johann Wolfgang von Goethe, velký německý básník a také vášnivý mineralog a geolog.

## Fotogalerie

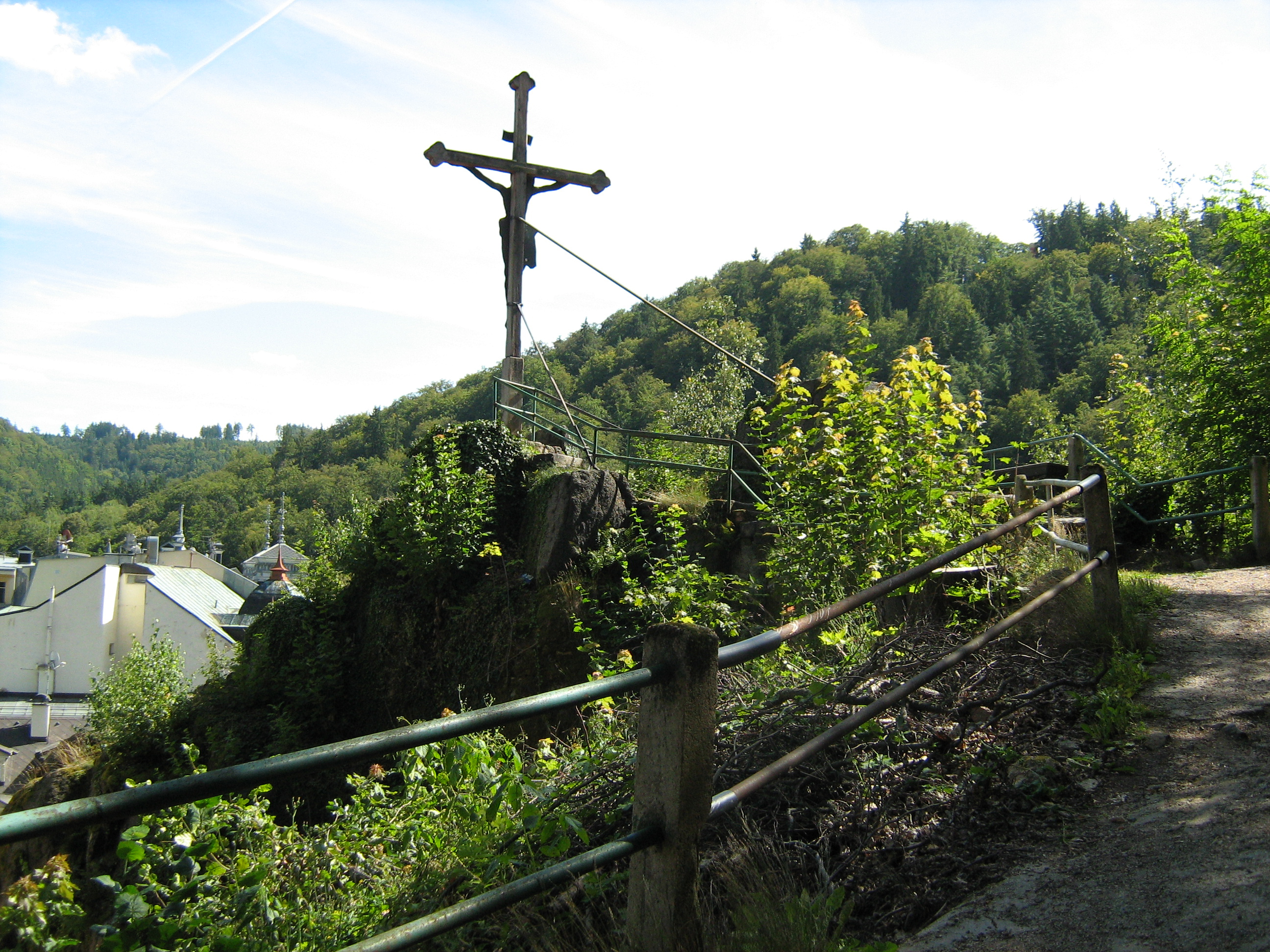
Z ulice Pod Jelením skokem, srpen 2016
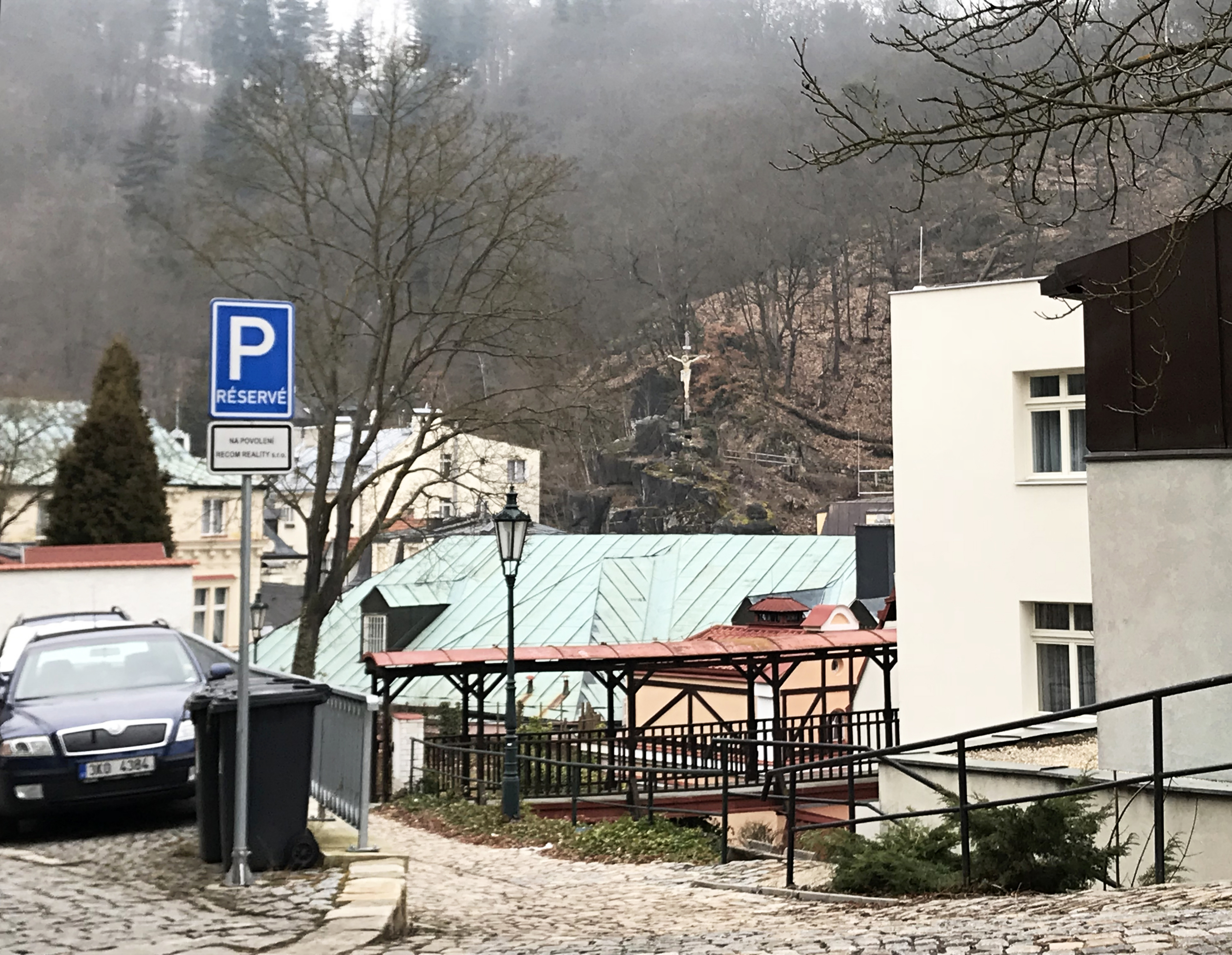
Od zadního traktu hotelu Dvořák, únor 2018
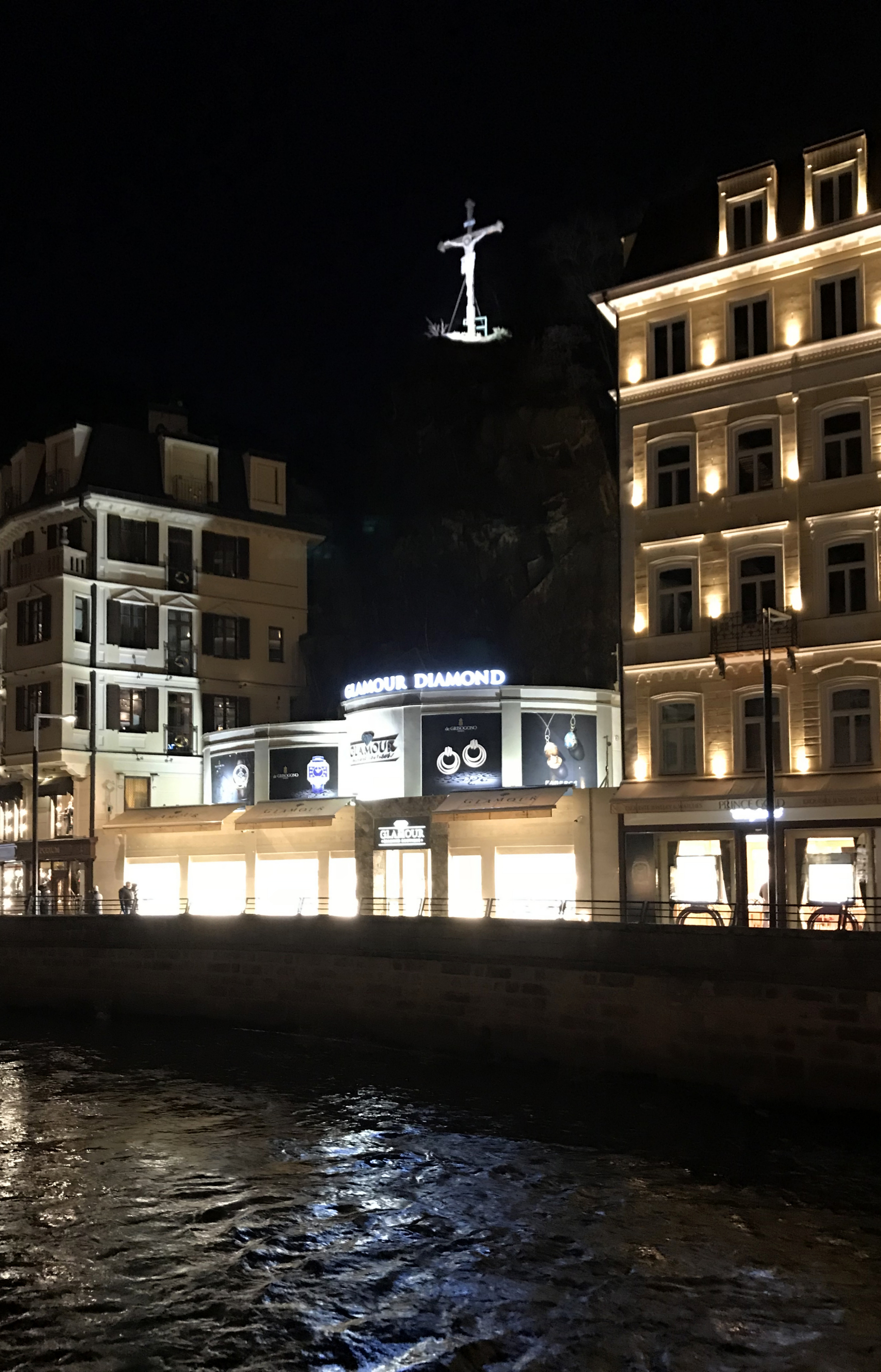
Z nábřeží od řeky Teplé, únor 2018
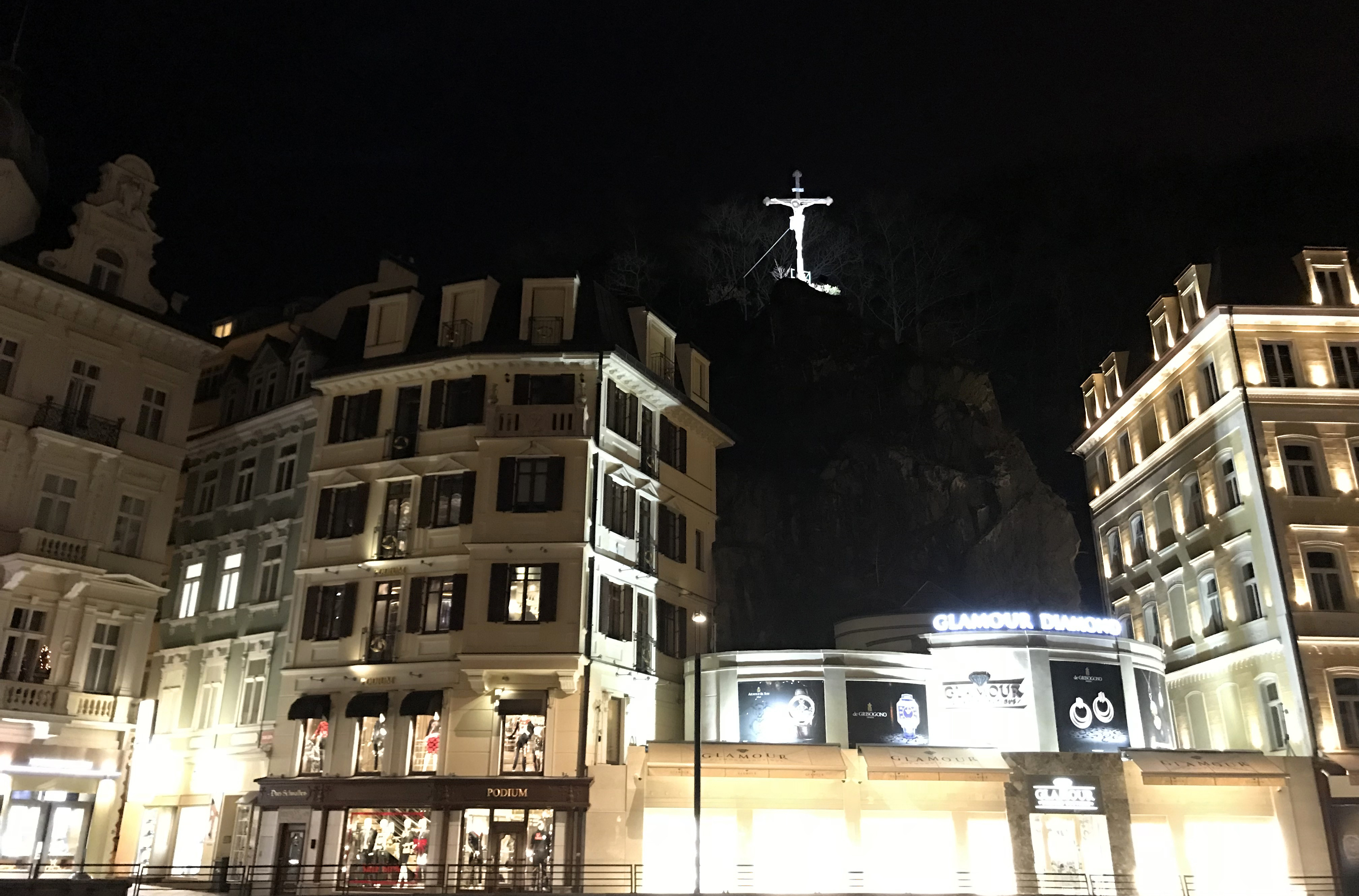
Z nábřeží od řeky Teplé, únor 2018
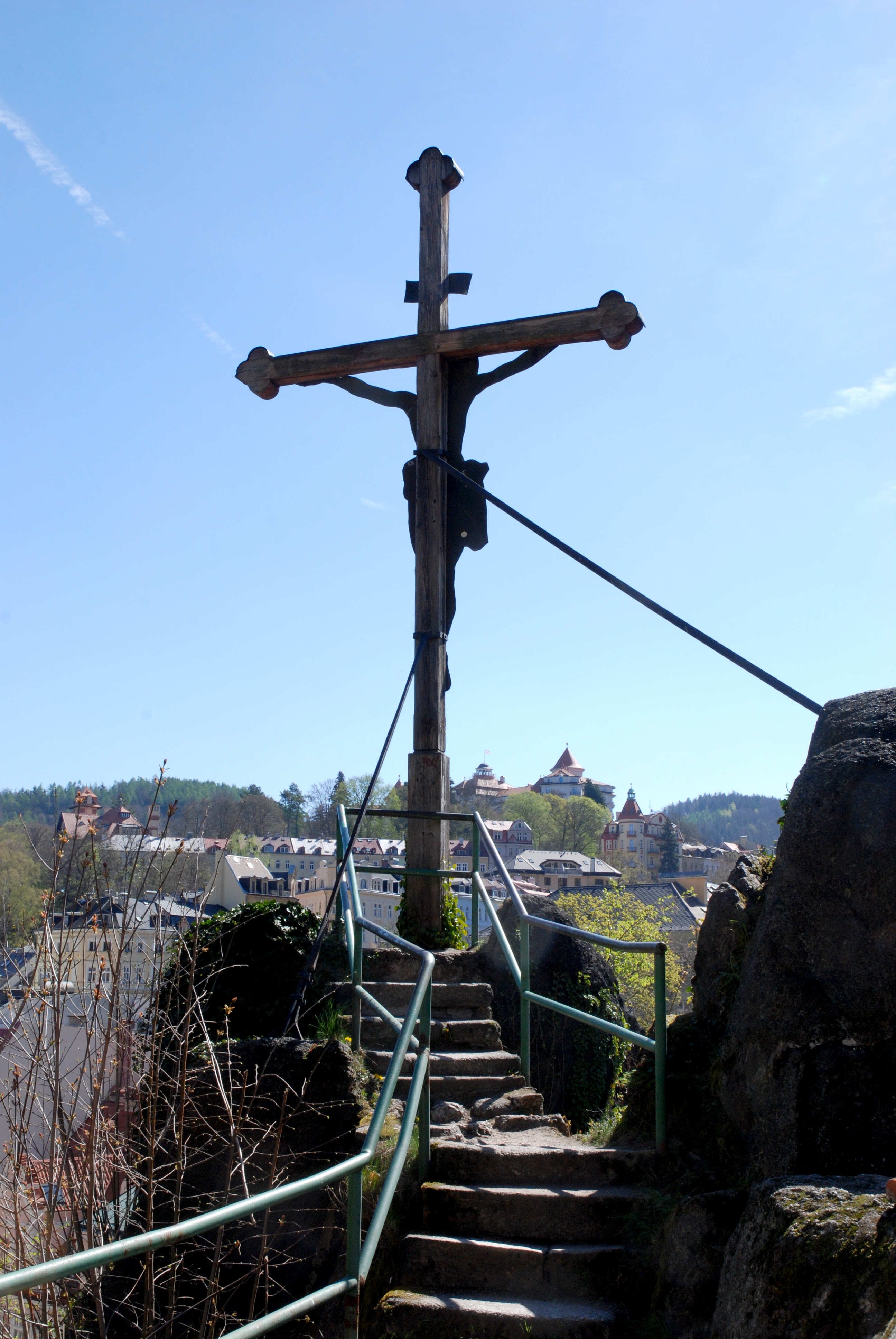
Z ulice Pod Jelením skokem, duben 2019